# Virginia Thrasher
Virginia Thrasher, född 28 februari 1997, är en amerikansk sportskytt som vann en guldmedalj i 10 meters luftgevär för kvinnor vid de Olympiska sommarspelen 2016. Hon vann den första guldmedaljen vid OS 2016.
Thrasher tog en guldmedalj den första gången hon tävlade i OS, hon slog två tidigare olympiska guldmedaljörer, de kinesiska idrottarna,  Du Li och Yi Siling. 
Före OS 2016 var Thrasher konståkare. Hon bytte sport fem år tidigare efter att hon varit och jagat med sin familj.

## Privatliv
Thrasher växte upp i Springfield, Virginia och har en examen från West Springfield High School 2015. Hon är dotter till Roger och Valerie Thrasher och har två bröder. Hon studerar för närvarande vid West Virginia University, där hon har huvudämnet Ingenjörsvetenskap.